# سيكسان بيتورات
سيكسان بيتورات (مواليد 2 يناير 1976) لاعب كرة قدم تايلندي، وهو يلعب مع أحد الأندية في فيتنام، وهو يلعب كمهاجم لمنتخب تايلند لكرة القدم، وقد لعب في كأس آسيا 2000.

## روابط خارجية
- سيكسان بيتورات على موقع ناشيونال فوتبول تيمز (الإنجليزية)
- سيكسان بيتورات على موقع عالم كرة القدم.نت (الإنجليزية)